# José Santos Incháurregui
José Santos de Incháurregui (1767 - 9 de enero de 1811) fue un empresario español que, radicado en Buenos Aires, se convirtió en vecino destacado y uno de sus principales comerciantes. Integró la primera y efímera Junta durante los sucesos de mayo de 1810 que desembocaron en la emancipación de la Argentina.

## Biografía
José Santos Incháurregui nació en 1767 en Jugo, provincia de Álava, España, hijo de Simón de Incháurregui y de María Magdalena Pérez de Uriondo, pariente cercana de los Marqueses de Valle de Tojo.
Se radicó en la ciudad de Buenos Aires a fines del siglo XVIII, dedicándose al comercio y convirtiéndose pronto en uno de sus vecinos principales.
El 21 de agosto de 1790 fue uno de los firmantes por el comercio de la ciudad del poder a favor de Manuel Rodríguez de la Vega y Martín Simón de Sarratea para que solicitaran en la corte de España la instalación de un Tribunal del Consulado.
Fue Regidor del Cabildo de Buenos Aires en 1797, 1800 y 1806.
Integró el cabildo abierto del 14 de agosto de 1806 que forzó al Virrey Rafael de Sobremonte a reconocer a Santiago de Liniers como comandante militar en Buenos Aires ante la inminencia de una nueva invasión inglesa.
En 1808, como reconocimiento por su actuación en la lucha contra los británicos, se dio su nombre a una de las calles de la ciudad, la de San Nicolás, actual Avenida Corrientes, lo que se mantuvo hasta e 4 de septiembre de 1812.
Era partidario del héroe de la defensa Martín de Álzaga.
En calidad de vecino y del comercio asistió al cabildo abierto del 22 de mayo de 1810. Allí adhirió al voto de Juan Nepomuceno Solá, que propugnaba la cesación del virrey Baltasar Hidalgo de Cisneros y que el cabildo asumiera el gobierno con voto decisivo del síndico procurador Julián de Leiva sólo hasta tanto se reuniera un congreso de diputados de todo el Virreinato del Río de la Plata.

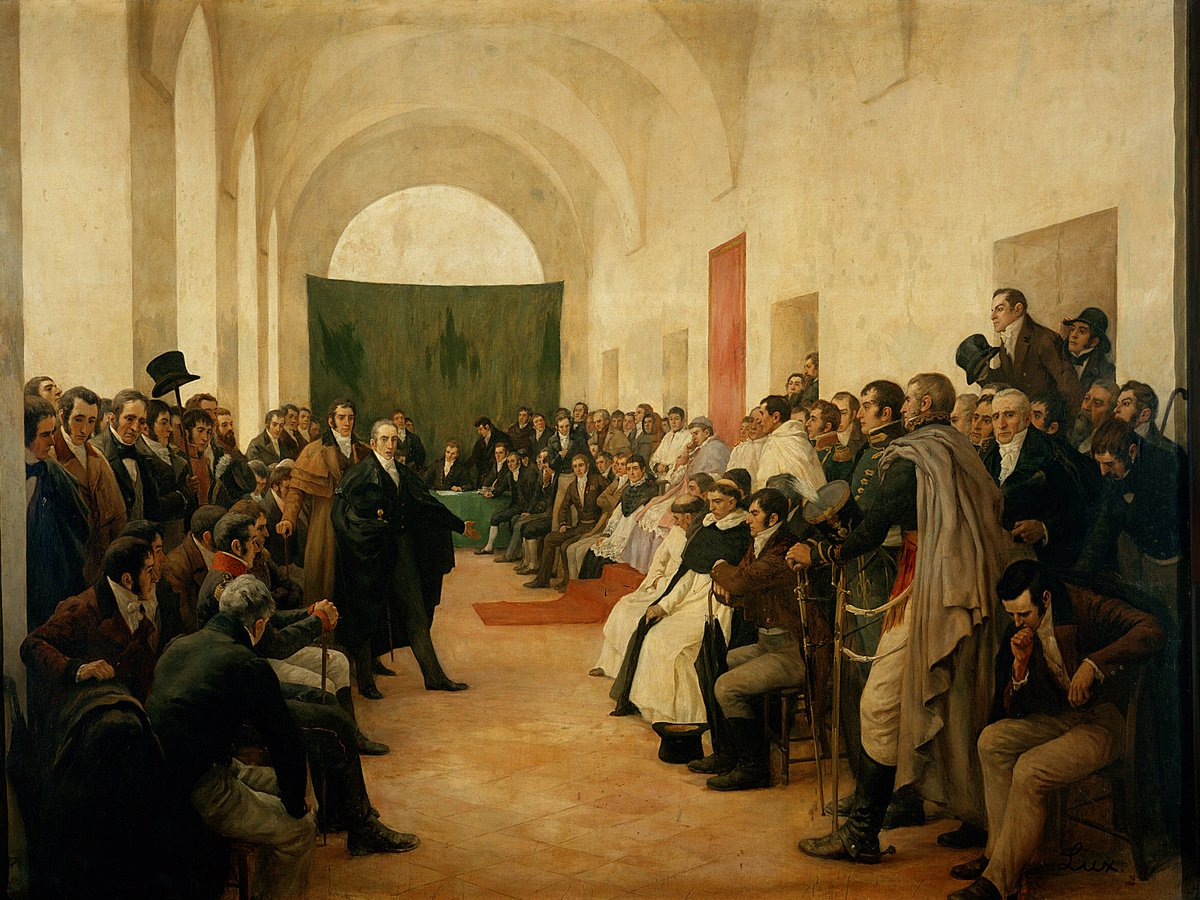
Cabildo abierto del 22 de mayo de 1810.

Al pronunciarse la mayoría por el reemplazo del Virrey Baltasar Hidalgo de Cisneros, el ayuntamiento manejado por el síndico Julián de Leiva creó una Junta encabezada por Cisneros acompañado por cuatro personas representativas: un militar, Cornelio Saavedra, un abogado, Juan José Castelli, ambos del partido patriota, un comerciante del partido de Álzaga, Incháurregui, y un religioso, Juan Nepomuceno Solá; tres criollos e Incháurregui, el único peninsular.
El gobierno, con propiedad la primera Junta, juró el 24 de mayo pero su instalación generó una fuerte reacción en el partido criollo al mantenerse Cisneros al mando político y, principalmente, militar. Viéndose obligados a renunciar por la falta de apoyo de las unidades militares, el cabildo constituyó una nueva Junta Provisoria de gobierno, la "Primera Junta", primera encabezada por un criollo.
En su vida familiar, se casó en primeras nupcias con María Josefa Ruiz de Gaona y Lezica, hija de Pablo Ruiz de Gaona y Ruiz y de María Elena de Lezica y Alquiza. Tras fallecer su esposa, se casó en segundas nupcias con Francisca Sapián.